# Archaeokassabella
Archaeokassabella es un género de foraminífero planctónico considerado un sinónimo posterior de Gorbachikella de la subfamilia Praehedbergellinae, de la familia Praehedbergellidae, de la superfamilia Rotaliporoidea, del suborden Globigerinina y del orden Globigerinida. Su especie-tipo era Archaeokassabella biapertura. Su rango cronoestratigráfico abarcaba el Valanginiense superior (Cretácico inferior).

## Descripción
Su descripción podría coincidir con la del género Gorbachikella, ya que Archaeokassabella ha sido considerado un sinónimo subjetivo posterior.

## Discusión
Clasificaciones posteriores incluirían Archaeokassabella en la superfamilia Globigerinoidea.

## Clasificación
Archaeokassabella incluía a la siguiente especie:
- Archaeokassabella biapertura †